# Calea Lactee
Calea Lactee, rar cu denumirea Calea Laptelui, iar foarte rar cu denumirea Drumul lui Trăian, este o galaxie spirală barată din care face parte Sistemul Solar. Văzută de pe Pământ, apare ca o bandă strălucitoare și difuză vizibilă pe cerul nopții format din stele, care nu pot fi distinse în mod individual de către ochiul liber. Termenul Calea Lactee este o traducere a latinescului via lactea, din greaca veche γαλαξίας κύκλος (galaxías kýklos, „cerc lăptos”). De pe Pământ, Calea Lactee apare ca o bandă, deoarece structura sa în formă de disc este privită din interior. 
Vârsta sa estimată este mai mare de treisprezece miliarde de ani, perioadă în care a trecut prin mai multe faze evolutive până la atingerea formei sale actuale. Este o galaxie spirală barată cu un diametru între 150.000 și 200.000 de ani-lumină, formată din 100-400 miliarde de stele și peste 100 de miliarde de planete. Sistemul solar este situat pe o rază de aproximativ 27.000 de ani-lumină de Centrul Galactic, pe marginea interioară a brațului Orion și face o rotație completă a galaxiei în aproximativ 240 de milioane de ani. În bara centrală a galaxiei, care are o formă alungită, există o concentrație mare de stele, iar centrul galactic este o sursă radio intensă cunoscută sub numele de Săgetătorul A*, presupusă a fi o gaură neagră supermasivă.
Stelele și gazele aflate la o distanță mare de centrul său galactic se deplasează cu aproximativ 220 km/s față de acest centru. Legile lui Kepler nu pot explica viteza de rotație constantă și s-a sugerat că o mare parte (aproximativ 90%) din masa galaxiei este invizibilă pentru telescoape, care nici nu emite și nici nu absoarbe radiații electromagnetice. Această masă conjecturală a fost denumită „materie întunecată”. Calea Lactee în ansamblu se deplasează cu o viteză de aproximativ 600 km/s în raport cu cadrele de referință extragalactice. 
Calea Lactee are mai multe galaxii satelit și face parte din Grupul Local de galaxii, care la rândul lui face parte din Super-roiul de galaxii din Fecioara, care este o componentă a Super-roiului Laniakea.

## Etimologie și istoria numelui

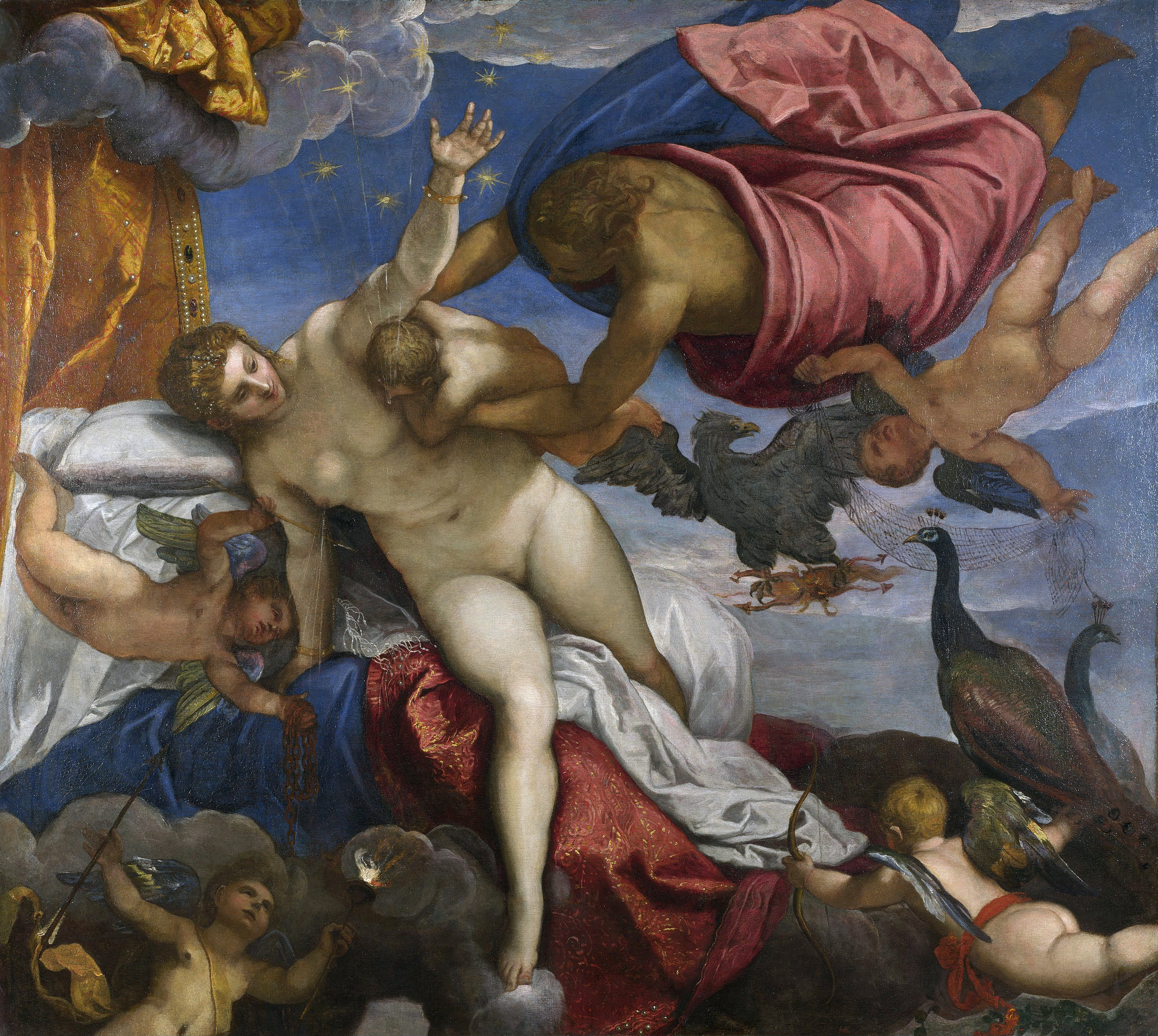
Originea Căii Lactee, pictură de Tintoretto, 1575.

Denumirea „Calea Lactee” este o traducere a latinescului via lactea, din grecescul γαλαξίας κύκλος/galaxías kýklos, care înseamnă literalmente „cerc galactic”, „cerc lăptos”. Este unul dintre cele unsprezece cercuri pe care grecii antici le-au identificat pe cer: zodiacul, meridianul, orizontul, ecuatorul, tropicele Capricornului și Racului, cercul arctic, cercul antarctic și cele două coluri care trec prin cei doi poli cerești.
Această denumire își are originea în mitologia greacă: Zeus, dorind ca fiul său Heracle să devină nemuritor, îl pune să sugă de la sânul Herei laptele nemuririi, când aceasta dormea. Trezindu-se, Hera, încearcă să-l smulgă pe Heracle de la sân, lăsând stropi de lapte să se răspândească pe cer într-o dâră albicioasă, formând Calea Lactee.
Cuvântul din greaca veche γαλαξίας/galaxías, format din rădăcina γαλακτ-, derivat din cuvântul γάλα („lapte”), și din sufixul adjectival -ίας, este și rădăcina etimologică a „galaxiei”.

## Istoria formării Căii Lactee (arborele său geneaologic)
In august 2020 un grup de astrofizicieni germani și englezi de la Universitatea Heidelberg din Germania au prezentat în premieră un „arbore geneaologic“ al Căii Lactee.
Cu ajutorul programului sofisticat E-MOSAICS, bazat pe inteligență artificială, ei au reușit să reconstituie istoria formării primordiale a Căii Lactee din numeroasele roiuri sferice (globulare) preexistente în spațiul ocupat ulterior de galaxia noastră. La desăvȃrșirea ulterioară a galaxiei a contribuit apoi absorbția a 15 galaxii mai mici, cu care s-a contopit.

## Observații și descoperiri

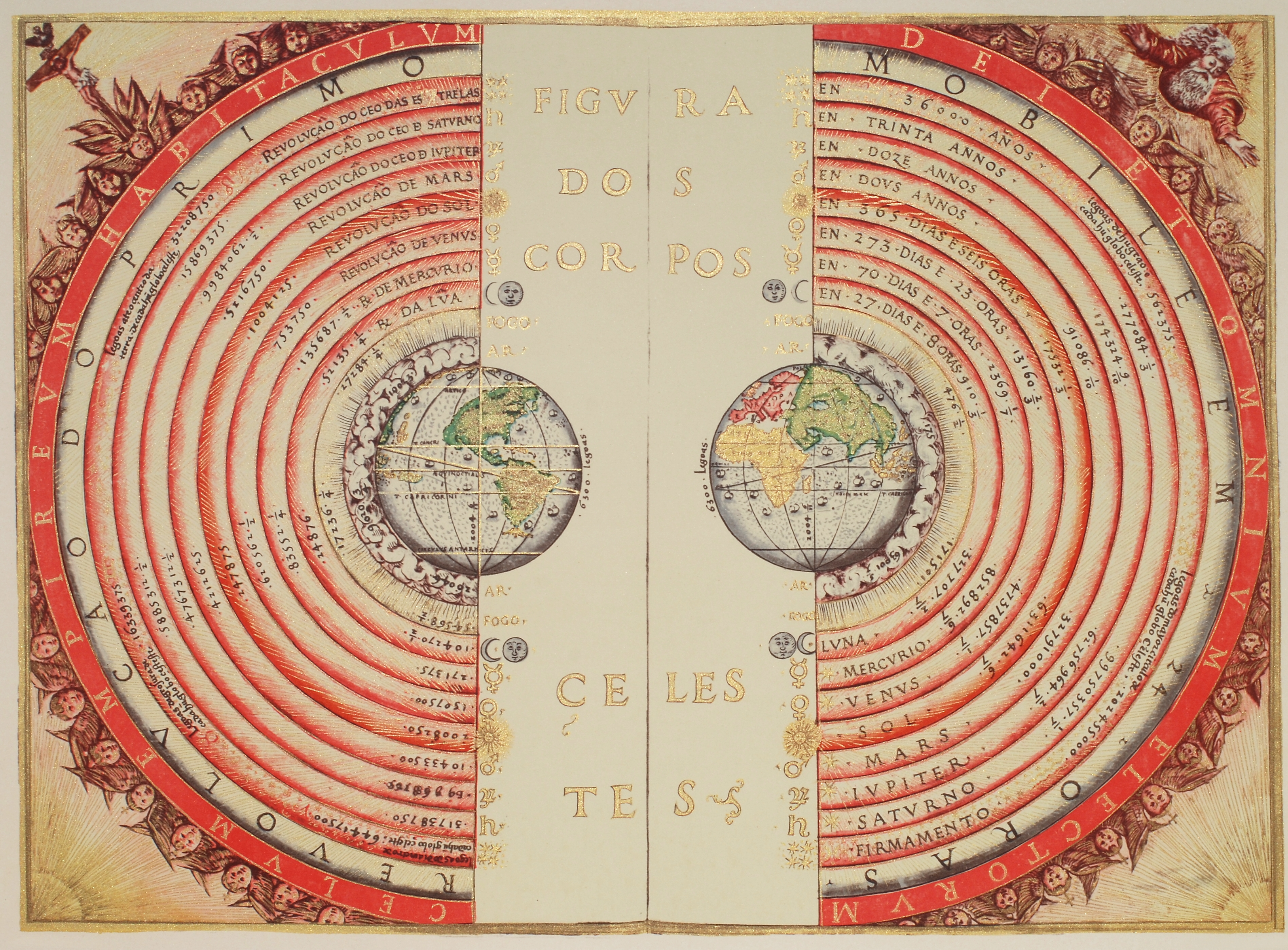
Figura corpurilor cerești (1568). Ilustrație a concepției geocentrice a universului ptolemeic de către cosmograful și cartograful portughez Bartolomeu Velho. Distanțele corpurilor cerești de centrul Pământului (stânga) sunt complementare cu timpul lor de revoluție în ani (dreapta).

În Antichitate, primele observații ale cometelor au dat naștere multor mitologii ale Căii Lactee și apoi interpretărilor din filosofia naturală greacă. Parmenide credea că Calea Lactee este un amestec de dens și rar din care s-au desprins Soarele, din partea rară și fierbinte, și Luna, din cea densă și rece.  Pentru Anaxagora, stelele erau pietre rupte din Pământ și devenite albe din cauza căldurii provocate de mișcarea lor, iar Soarele era o piatră incandescentă mai mare decât Peloponezul.  Leucip credea că aștrii cerești erau concentrații umede și noroioase de atomi mișcați de vârtejul universal în care erau prinși, care se uscau pe măsură ce erau purtate în cerc, luând în final foc și formând substanța stelelor încinse datorită vitezei mișcării. Aristotel este primul filosof care consideră cerul și astrele alcătuite din al cincilea element, eterul. În tratatul său De caelo („Despre cer”), Aristotel împarte cosmosul în lumea cerească, compusă din elemente sferice perfecte și lumea sublunară cu obiectele sale imperfecte. În Meteorologicele, el consideră Calea Lactee ca un fenomen atmosferic situat în regiunea sublunară mijlocie. Potrivit lui Macrobius, Teofrast, un discipol al lui Aristotel, consideră Calea Lactee drept sutura celor două emisfere care unește și formează sfera cerească; locul unde emisferele se întâlnesc, este, potrivit lui, mai luminos decât în altă parte. Dar Democrit și Anaxagoras, mult mai vechi, consideră că această luminozitate cerească trebuie să fie produsă de o multitudine de stele, prea mici pentru a le distinge cu ochiul liber. Această concepție stelară despre Calea Lactee a apărut pentru prima dată în India.
Ptolemeu sintetizează 500 de ani de observații în lucrarea sa Almageste scrisă în secolul al II-lea. El oferă un model matematic în care Pământul este în centrul Universului (deci el spune viziunea filosofică a lui Aristotel), iar celelalte obiecte cerești se învârt în jurul său pe căi circulare. Influența aristotelică, grație Almageste-lui, a rămas predominantă în Occident până în secolul al XV-lea. Cu toate acestea, filosoful neoplatonic Olimpiodorus cel Tânăr din secolul al VI-lea respinge această concepție meteorologică prin două argumente principale: planetele trec uneori prin fața Căii Lactee și nu are nici un efect asupra paralaxei..
La începutul secolului al XI-lea, astronomul persan Al-Biruni descrie galaxia ca o colecție de multe stele nebuloase. Alhazen respinge teoria lui Aristotel încercând să observe și să măsoare paralaxa și astfel „a stabilit că, deoarece Calea Lactee nu are paralax, este foarte departe de Pământ și nu aparține atmosferei sale”. La începutul secolului al XII-lea, astronomul andaluz Avempace consideră că Calea Lactee este făcută dintr-un număr mare de stele, dar că refracția atmosferei Pământului îi conferă aspectul de „voal continuu”.
Observarea Căii Lactee, cu ochiul liber, nu permite să se distingă decât o parte foarte mică a stelelor din care este compusă. Cu telescopul său astronomic, Galileo a descoperit în 1610 că Calea Lactee este un „grup de stele minuscule”, dar în mod greșit consideră că nu este alcătuit din gaze.
În Opera philosophica & mineralia (1734), filosoful suedez Emanuel Swedenborg susține că galaxiile sunt insule-univers. În 1750, astronomul Thomas Wright, în cartea sa, „O teorie originală sau o nouă ipoteză a universului”, a studiat structura galaxiei și și-a imaginat că aceasta formează un nor aplatizat, un disc împânzit cu stele printre care se află și Soarele. Aspectul Căii Lactee este „un efect optic datorat cufundării Pământului într-un strat plat format din stele cu lumină scăzută”, scrie el. Filosoful Johann Heinrich Lambert a ajuns la concluzii identice în 1761. Într-un tratat din 1755, filosoful Immanuel Kant, bazându-se pe opera lui Wright, speculează corect că Calea Lactee ar putea fi un corp în rotație compus dintr-un număr imens de stele reținute de gravitație, același mod în care Soarele păstrează planetele Sistemului Solar, dar la o scară mult mai mare. Discul de stele astfel format va fi observat ca o bandă pe cer de pe Pământ (care se află în interiorul discului). De asemenea, el a presupus că nebuloasele, vizibile pe cerul nopții, ar fi „galaxii” similare cu a noastră. El descrie Calea Lactee și „nebuloasele extragalactice” ca „insule-univers”.

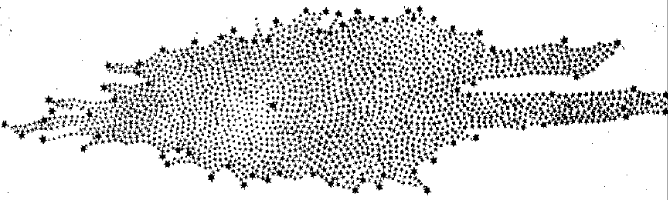
Galaxia noastră văzută de William Herschel în 1785. El presupune că Sistemul Solar este aproape de centru.

Prima încercare de a descrie forma Căii Lactee și poziția Soarelui în interiorul ei a fost făcută de William Herschel în 1785, contorizând stelele din diferite regiuni ale cerului. El a construit o diagramă care pune Soarele aproape de centrul Căii Lactee. Necunoscând distanța stelelor, pentru a-și susține modelul, el presupune cinci ipoteze de bază, dintre care câteva se vor dovedi a fi false: toate stelele au aceeași luminozitate intrinsecă, distanța lor scade proporțional cu magnitudinea aparentă și absența extincției interstelare.
În 1845, William Parsons a construit un telescop mai puternic care a diferențiat galaxiile eliptice de galaxiile spiralate. Instrumentul său face posibilă observarea surselor de lumină distincte în câteva nebuloase, ceea ce confirmă presupunerea lui Kant.

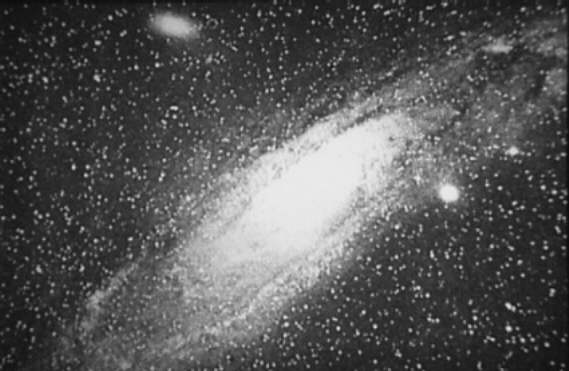
Fotografie (din 1899) a „Marii nebuloase Andromeda”, ulterior numită galaxia Andromeda.

În 1917, Heber Curtis a observat nova SN 1885A în „Marea nebuloasă Andromeda”. Analizând arhivele fotografice ale Andromedei, el descoperă unsprezece nove și calculează că sunt, în medie, de 10 ori mai puțin luminoase decât cele ale Căii Lactee. Curtis devine un susținător al teoriei insulelor-univers, care spune printre altele că nebuloasele în spirală sunt galaxii independente. În 1920, Harlow Shapley și Heber Curtis au lansat Marea Dezbatere, care privea natura Căii Lactee, nebuloasele în spirală și dimensiunea Universului. Pentru a susține ipoteza că marea nebuloasă Andromeda este o galaxie exterioară, Curtis remarcă prezența unor benzi întunecate care amintesc de norii de praf din Calea Lactee și un efect Doppler mare.

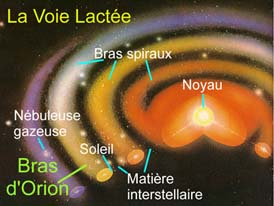
Secțiunea Căii Lactee cu poziția Soarelui.

În 1918, Harlow Shapley, studiind distribuția pe sfera cerească a roiurilor globulare, ajunge la imaginea conform căreia galaxia noastră este o structură simetrică pe ambele părți ale discului său vizibil și că centrul ei este situat în direcția constelației Săgetătorul. Astfel, s-a stabilit că Soarele nu poate fi situat în centrul Căii Lactee.
 Zece ani mai târziu, Bertil Lindblad și Jan Oort au arătat în mod independent că stelele din Calea Lactee se rotesc în jurul centrului, dar într-o rotație diferențială (adică perioada lor orbitală depinde de distanța lor față de centru), și că un roi globular și anumite stele nu se rotesc la aceeași viteză cu discul, ceea ce sugerează puternic o structură în spirală.
Utilizând telescopul Hooker de 2,5 metri al Observatorului Mount Wilson, astronomul Edwin Hubble produce fotografii astronomice care arată stele individuale în părțile exterioare ale câtorva nebuloase spiralate. El descoperă, de asemenea, câteva cefeide, inclusiv una din nebuloasa Andromeda (M31 din catalogul Messier), pe care o folosește ca reper pentru a estima distanța până la nebuloasă; conform calculelor sale, este la 275 kpc de la Soare, prea departe pentru a face parte din Calea Lactee. Tot în anii 1920, a publicat articole care raportau existența altor galaxii. Opera sa pune capăt Marii dezbateri.
Una dintre consecințele Marii Dezbateri este încercarea de a determina natura eliptică sau în spirală a Căii Lactee, care este apoi subiectul a aproximativ patruzeci de modele diferite. Jacobus Kapteyn, folosind un rafinament al metodei Herschel, a propus un model în 1920 ca o galaxie eliptică mică, cu diametrul de 15 kpc, cu Soarele aproape de centru. Punerea în evidență a fenomenului de rotație galactică de Jacobus Kapteyn în 1922 și extincția interstelară de Robert Jules Trumpler în 1930 a dus la dezvoltarea modelului actual de galaxie spirală barată..

## Aspect

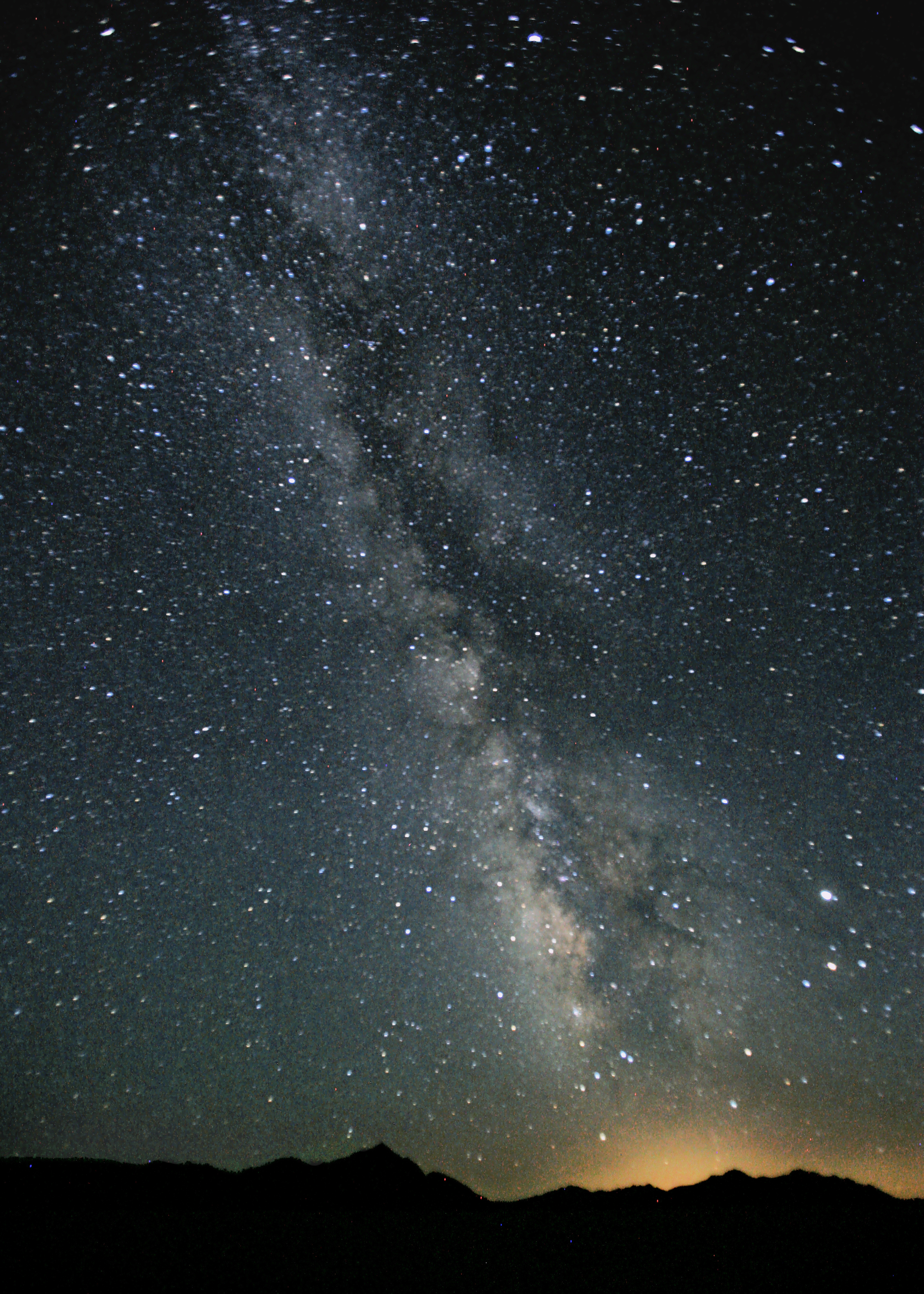
O vedere a Căii Lactee spre constelația Săgetător (inclusiv Centrul galactic), așa cum se vede dintr-un loc întunecat, cu puțină poluare luminoasă (deșertul Black Rock, Nevada), obiectul luminos din dreapta jos este Jupiter, chiar deasupra Antares

Calea Lactee este vizibilă de pe Pământ ca o bandă luminoasă, cu o lățime de aproximativ 30°, care se întinde pe cerul nopții. Toate stelele care pot fi văzute cu ochiul liber fac parte din Calea Lactee. Regiunile întunecate din interiorul bandei, cum ar fi Marele Rift și Nebuloasa Sacul cu Cărbuni, sunt zone în care lumina de la stele îndepărtate este absorbită de praful cosmic. Zona cerului întunecat din Calea Lactee este denumită zona de evitare.
„Cele mai luminoase dintre galaxiile cunoscute sunt de aproximativ o sută de ori mai strălucitoare decât Calea Lactee, care în sine strălucește ca zece miliarde de sori”. Calea Lactee are o luminozitate relativ redusă. Vizibilitatea sa este redusă semnificativ în prezența poluării luminoase sau când Luna luminează cerul. Pentru a putea fi observată galaxia, luminozitatea cerului trebuie să fie mai mică de aproximativ 20,2 magnitudine pe secundă de arc pătrat.  În general, este vizibilă când mărimea limită vizuală este în jur de +5,1 sau mai bună și prezintă o mulțime de detalii la +6,1. Drept urmare, este dificil de observat din zonele urbane luminate, dar relativ ușor de observat dintr-o zonă rurală, dacă Luna este sub orizont. Hărțile cu strălucire artificială a cerului nocturn arată că mai mult de o treime din populația Pământului nu poate vedea Calea Lactee din casele lor din cauza poluării luminoase.
Privită de pe Pământ, regiunea vizibilă a planului galactic al Căii Lactee ocupă o zonă a cerului care include 30 de constelații. Centrul galactic se află în direcția Săgetătorului, unde Calea Lactee este cea mai strălucitoare. Din Săgetător, banda de lumină albă pare să treacă în jurul anticentrului galactic din constelația Vizitiul. Apoi, banda continuă în jurul cerului, înapoi la Săgetător, împărțind cerul în două emisfere aproximativ egale.
Planul galactic este înclinat cu aproximativ 60° în raport cu ecliptica (planul orbitei Pământului). În raport cu ecuatorul ceresc, se extinde spre nord până la constelația Cassiopeia și la sud, până la constelația Crucea Sudului, ceea ce indică înclinația ridicată a planului ecuatorial al Pământului și planul eclipticii, în raport cu planul galactic. Polul galactic nord este situat în apropiere de β Comae Berenices, iar polul galactic sud este aproape de α Sculptoris. Din cauza acestei înclinații ridicate, în funcție de perioada nopții și a anului, arcul Căii Lactee poate apărea relativ scăzut sau relativ înalt pe cer. Pentru observatorii situați la latitudini între aproximativ 65° nord și 65° sud, Calea Lactee trece direct deasupra capului de două ori pe zi.

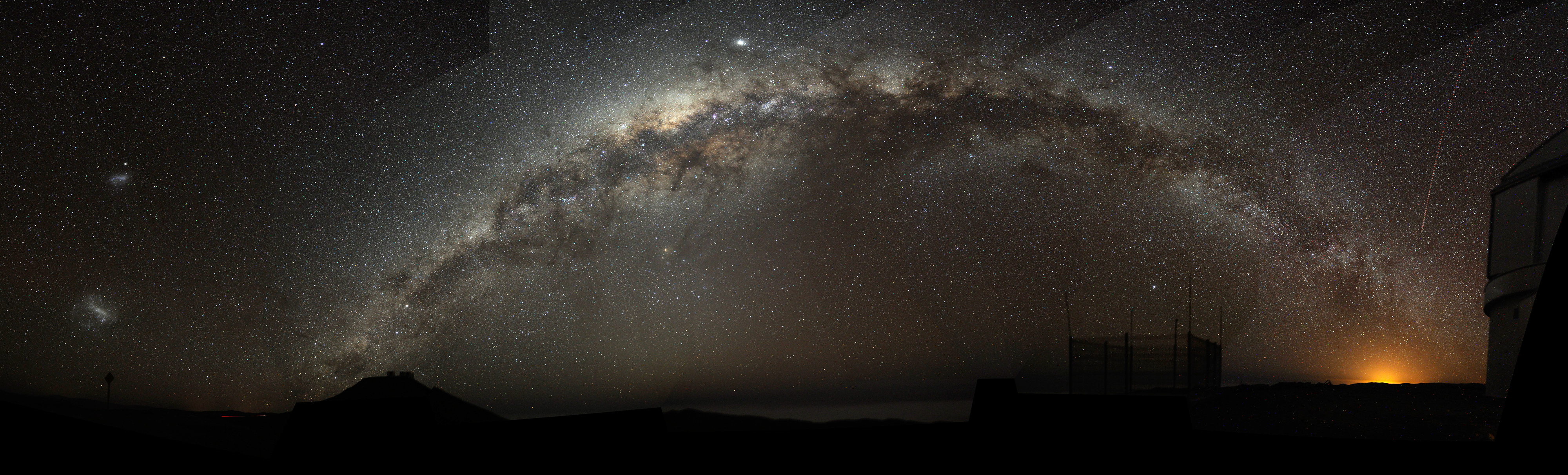
Calea Lactee arătând o înclinație ridicată pe cerul nopții (această panoramă compusă a fost luată la Observatorul Paranal din nordul Chile), obiectul luminos este Jupiter în constelația Săgetătorul, iar Norii lui Magellan pot fi văzuți în stânga; nordul galactic este în jos

## Dimensiune și masă

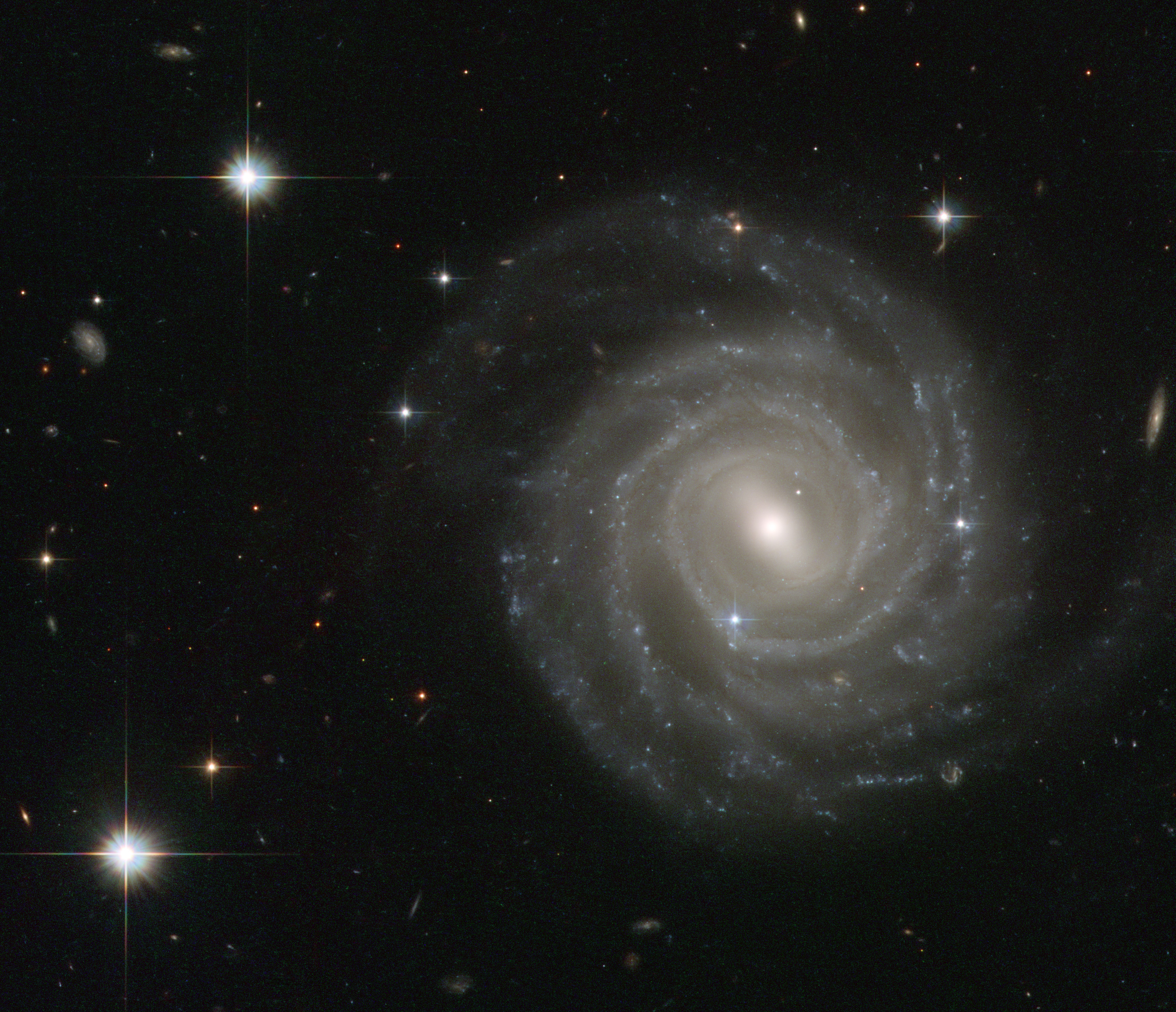
O imagine a galaxiei UGC 12158, despre care se crede că seamănă cu Calea Lactee, făcută de Hubble Space Telescope.

Calea Lactee este a doua galaxie ca mărime din Grupul Local, discul său stelar având un diametru de aproximativ 100.000 ani-lumină și, în medie, grosimea de aproximativ 1.000 ani-lumină. Calea Lactee este de aproximativ 890 miliarde de ori mai mare decât Soarele. Pentru comparație, dacă sistemul solar până la Neptun ar fi de dimensiunea unei monede de 24,3 mm, Calea Lactee ar fi dimensiunea Statelor Unite. Inelul Unicornului, un filament de stele care înconjoară Calea Lactee, ar putea aparține Galaxiei, situație în care diametrul Căii Lactee ar fi mai degrabă de 150.000 până la 180.000 ani-lumină.

Profil schematic al Căii Lactee

Estimarea masei Căii Lactee variază în funcție de metoda și datele utilizate. Cea mai mică valoare este de 5,8 × 1011 M☉ (mase solare), ceva mai puțin decât cea a galaxiei Andromeda. Măsurătorile făcute de telescopul Very Long Baseline Array în 2009 au găsit viteze de până la 254 km/s pentru stele de la marginea exterioară a galaxiei. Deoarece viteza orbitală depinde de masa conținută în raza orbitală, acest lucru sugerează că galaxia este mai masivă, echivalând aproximativ cu masa galaxiei Andromeda la 7 × 1011 M☉ dacă luăm în considerare masa părții care se extinde până la 160.000 ani-lumină de centru. În 2010, o măsurare a vitezei radiale a stelelor în haloul galactic a constatat că masa din interiorul unei sfere de 80 kpc este de 7 × 1011 M☉. Conform unui studiu publicat în 2014, masa întregii Căi Lactee este estimată a fi de 8,5 × 1011 M☉, dar aceasta este doar jumătate din masa galaxiei Andromeda. În 2019, un studiu bazat pe observații de la Gaia și Hubble a estimat masa Căii Lactee într-o rază de 129.000 ani-lumină în jurul bulbului galactic între 1,10 × 1012 și 2,29 × 1012 M☉, adică aproximativ 1.500 de miliarde de mase solare.
O mare parte din masa Căii Lactee pare a fi materie întunecată, o formă necunoscută și invizibilă a materiei care interacționează gravitațional cu materia obișnuită. Modelele matematice ale Căii Lactee sugerează că masa materiei întunecate este de 1–1,5 × 1012 M☉. Studii recente indică o masă pornind de la 4,6 × 1010M☉  până la 4,5 × 1012 M☉. Masa totală a tuturor stelelor din Calea Lactee este estimată a fi cuprinsă între 4,6 × 1010 M☉ și 6,43 × 1010 M☉.
În afară de stele, există și gaz interstelar, care cuprinde 90% hidrogen și 10% heliu. Masa gazelor interstelare ale galaxiei este egală cu 10%-15% din masa totală a stelelor sale. Praful interstelar reprezintă 1% suplimentar din masa totală a gazului.
În martie 2019, astronomii au raportat că masa galaxiei Calea Lactee este de 1,5 trilioane de mase solare pe o rază de aproximativ 129.000 de ani-lumină, de peste două ori mai mult decât s-a stabilit în studiile anterioare și au sugerat că aproximativ 90% din masa galaxiei reprezintă materie întunecată.
În ciuda dimensiunii și masei sale, galaxia noastră este microscopică la scara Universului. Observațiile efectuate cu instrumente moderne au făcut posibilă estimarea numărului de galaxii din Universul observabil la 200 de miliarde. Un studiu publicat în 2016, bazat pe datele colectate de telescopul spațial Hubble, sugerează mai degrabă o cantitate de zece ori mai mare sau 2.000 miliarde de galaxii.

## Conținut
Calea Lactee conține între 200 și 400 de miliarde de stele și cel puțin 100 de miliarde de planete. Cantitățile exacte depind de numărul de stele cu mase foarte mici, care sunt dificil de detectat, în special la distanțe mai mari de 300 de ani-lumină de Soare. Pentru comparație, galaxia vecină Andromeda are un număr estimat de 1.000 de miliarde de stele (1012). Umplerea spațiului dintre stele este un disc de gaz și praf numit mediu interstelar. Acest disc are cel puțin o dimensiune comparabilă în rază cu stelele, în timp ce grosimea stratului de gaz variază de la sute de ani-lumină pentru gazul mai rece până la mii de ani-lumină pentru gazul mai cald.
Discul de stele din Calea Lactee nu are o margine precisă dincolo de care nu există stele. Mai degrabă, concentrația stelelor scade cu distanța de centrul Căii Lactee. Din motive care nu sunt înțelese, dincolo de o rază de aproximativ 40.000 de ani-lumină de centru, numărul de stele pe parsec cubic scade mult mai repede cu raza. Înconjurând discul galactic se află un halo galactic sferic de stele și roiuri globulare, care se extinde mai departe spre exterior, dar este limitat ca mărime de orbitele a doi sateliți ai Căii Lactee: Marele Nor al lui Magellan și Micul Nor al lui Magellan, a căror maximă apropiere de centrul galactic este de aproximativ 180.000 de ani-lumină. La această distanță sau dincolo, orbitele majorității obiectelor din halo ar fi perturbate de Norii lui Magellan. Prin urmare, astfel de obiecte ar fi probabil expulzate din apropierea Căii Lactee. Magnitudinea vizuală absolută integrată a Căii Lactee este estimată a fi în jur de -20,9.
Observarea micro-lentilelor gravitaționale cât și tranzitului planetar sugerează că ar exista cel puțin la fel de multe planete legate de stele pe cât există stele în Calea Lactee; observarea micro-lentilelor gravitaționale indică faptul că există mai multe obiecte libere de masă planetară care nu sunt legate de stele gazdă decât sunt stelele. 
Calea Lactee conține cel puțin o planetă pe stea, ceea ce duce la 100-400 de miliarde de planete, potrivit unui studiu din ianuarie 2013. O analiză din ianuarie 2013 a datelor Kepler a estimat că în Calea Lactee există cel puțin 17 miliarde de exoplanete de dimensiunea Pământului. La 4 noiembrie 2013, astronomii au raportat, pe baza datelor misiunii spațiale Kepler, că ar putea exista până la 40 de miliarde de planete de dimensiunea Pământului care orbitează în zonele locuibile ale stelelor asemănătoare Soarelui și piticelor roșii din Calea Lactee. Cea mai apropiată exoplanetă poate fi la 4,2 ani-lumină, orbitând pitica roșie Proxima Centauri, potrivit unui studiu din 2016. Astfel de planete de dimensiunea Pământului pot fi mai numeroase decât giganții gazoși. Pe lângă exoplanete, „exocometele”, comete dincolo de Sistemul Solar, au fost, de asemenea, detectate și pot fi frecvente în Calea Lactee.

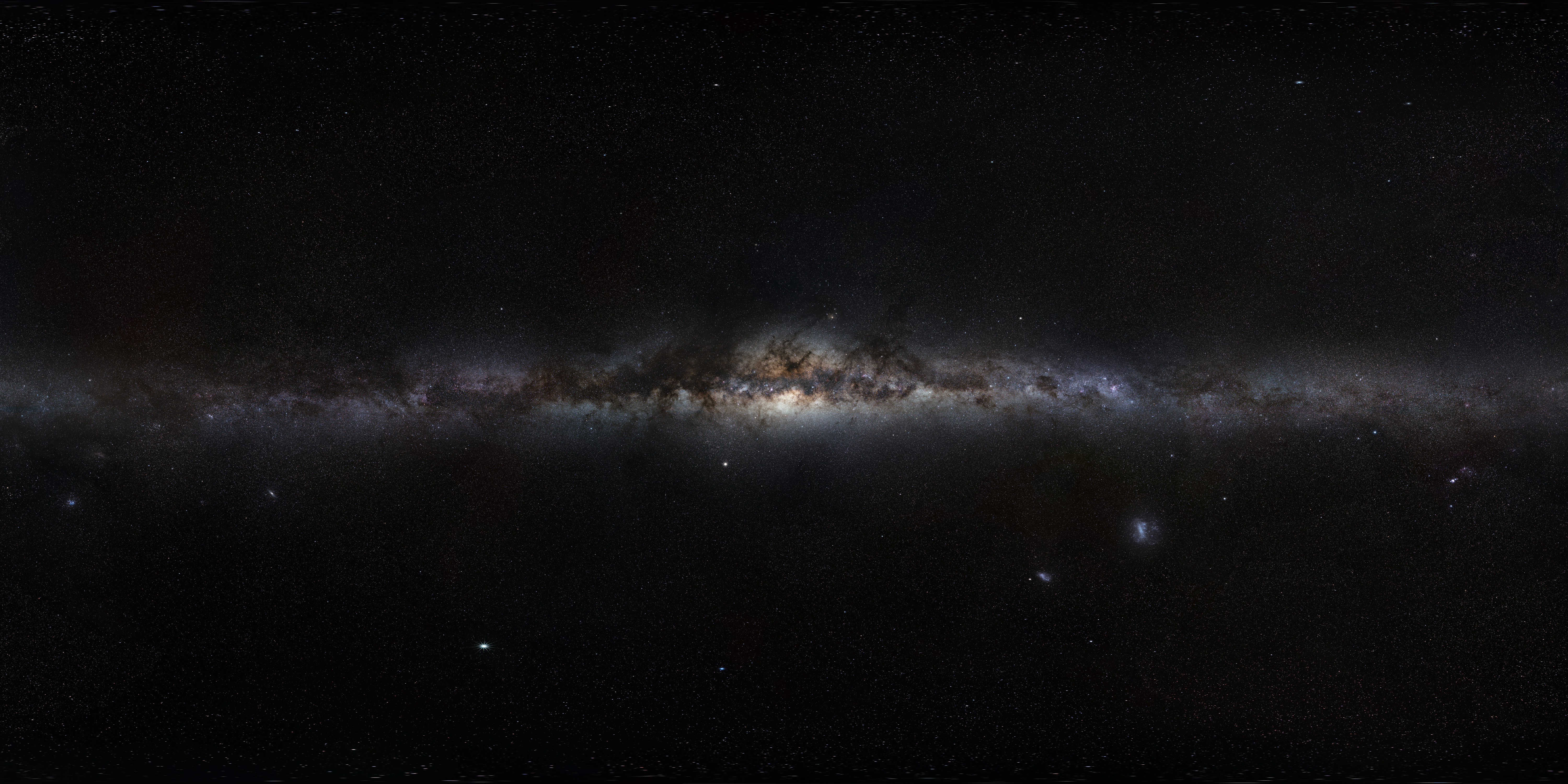
360-degree panorama view of the Milky Way (an assembled mosaic of photographs) by ESO, the galactic centre is in the middle of the view, with galactic north up

## Structură
Calea Lactee include o regiune centrală sub forma unei bare înconjurată de un disc compus din gaze, praf și stele. Distribuția de masă în Calea Lactee seamănă îndeaproape cu tipul Sbc din clasificarea Hubble, tipică pentru galaxiile spiralate cu brațe curbate relativ libere. În anii '60, astronomii au început să bănuiască că galaxia noastră este o galaxie spirală barată, mai degrabă decât o galaxie spirală obișnuită. Bănuiala lor a fost confirmată de observațiile Telescopului Spațial Spitzer în 2005, care au arătat că bara centrală a Căii Lactee este mai mare decât se credea anterior.

### Cadrane galactice
Calea Lactee poate fi împărțită în patru sectoare de cerc numite „cadrane galactice”. În practica astronomică curentă, Soarele este situat la polul nord galactic în sistemul de coordonate galactice.
Cadranele sunt descrise folosind numerale ordinale - de exemplu, „primul cadran galactic”, „al doilea cadran galactic”, sau „al treilea cadran al Căii Lactee”. Semidreapta care  pornește de la polul nord galactic, deci de la Soare, și care unește centrul galactic face prin convenție un unghi de 0°. Cadranele sunt apoi definite după cum urmează:
- primul cadran galactic – 0° ≤ longitudine galactică (ℓ) ≤ 90°[130]
- al 2-lea cadran galactic – 90° ≤ ℓ ≤ 180°[128]
- al 3-lea cadran galactic – 180° ≤ ℓ ≤ 270°[129]
- al 4-lea cadran galactic – 270° ≤ ℓ ≤ 360° (0°)[127]

### Centrul galactic
Soarele este la 25.000–28.000 de ani-lumină de centrul galactic. Această valoare este estimată folosind metode bazate pe geometrie sau prin măsurarea unor obiecte astronomice selectate care servesc pe post de „lumânări standard”, cu tehnici diferite care produc valori diferite în acest interval aproximativ. În interiorul unei raze de aproximativ 10.000 de ani-lumină, este o concentrație densă de stele în cea mai mare parte vechi, într-o formă aproximativ sferoidă numită bulb. Unii oameni de știință cred că Calea Lactee nu are un bulb galactic, ci mai degrabă bulburi pseudo-galactice, care ar fi fost formate ca urmare a fuziunilor galactice, ceea ce ar explica prezența barei centrale.
Centrul galactic este marcat de o sursă radio intensă numită Săgetătorul A*, descoperită în 1974, și care are un diametru de 45 de milioane de km. Mișcarea materialului în jurul centrului indică faptul că Săgetătorul A* adăpostește un obiect compact masiv. Această concentrație de masă este cel mai bine explicată ca fiind o gaură neagră supermasivă, cu o masă estimată de 4,1–4,5 milioane de ori mai mare decât a Soarelui. Rata de acreție a găurii negre este în concordanță cu un nucleu galactic inactiv, fiind estimată la aproximativ 1 × 10−5 M☉ pe an. Observațiile indică faptul că există găuri negre supermasive situate aproape de centrul majorității galaxiilor normale.
Natura barei galaxiei noastre este supusă unei dezbateri active, estimarea jumătății sale cuprinzând între 3.000–16.000 ani-lumină, în timp ce înclinația sa, în raport cu linia de vedere care leagă Pământul de centrul galactic, este de 10-50°. Unii oameni de știință susțin că galaxia are două bare distincte, una încorporată în cealaltă. Cu toate acestea, stelele variabile de tip RR Lyrae nu urmăresc o bară galactică proeminentă. Bara ar putea fi înconjurată de ceea ce se numește „inelul de 5 kpc” (16.000 de ani-lumină) care conține o fracțiune mare din hidrogenul molecular prezent în Calea Lactee, precum și cea mai mare parte a activității de formare a stelelor. Dacă Calea Lactee ar fi fost observată din galaxia Andromeda, bara ar fi cea mai strălucitoare regiune. Emisia de raze X din miez este aliniată cu stelele masive care înconjoară bara centrală și creasta galactică.

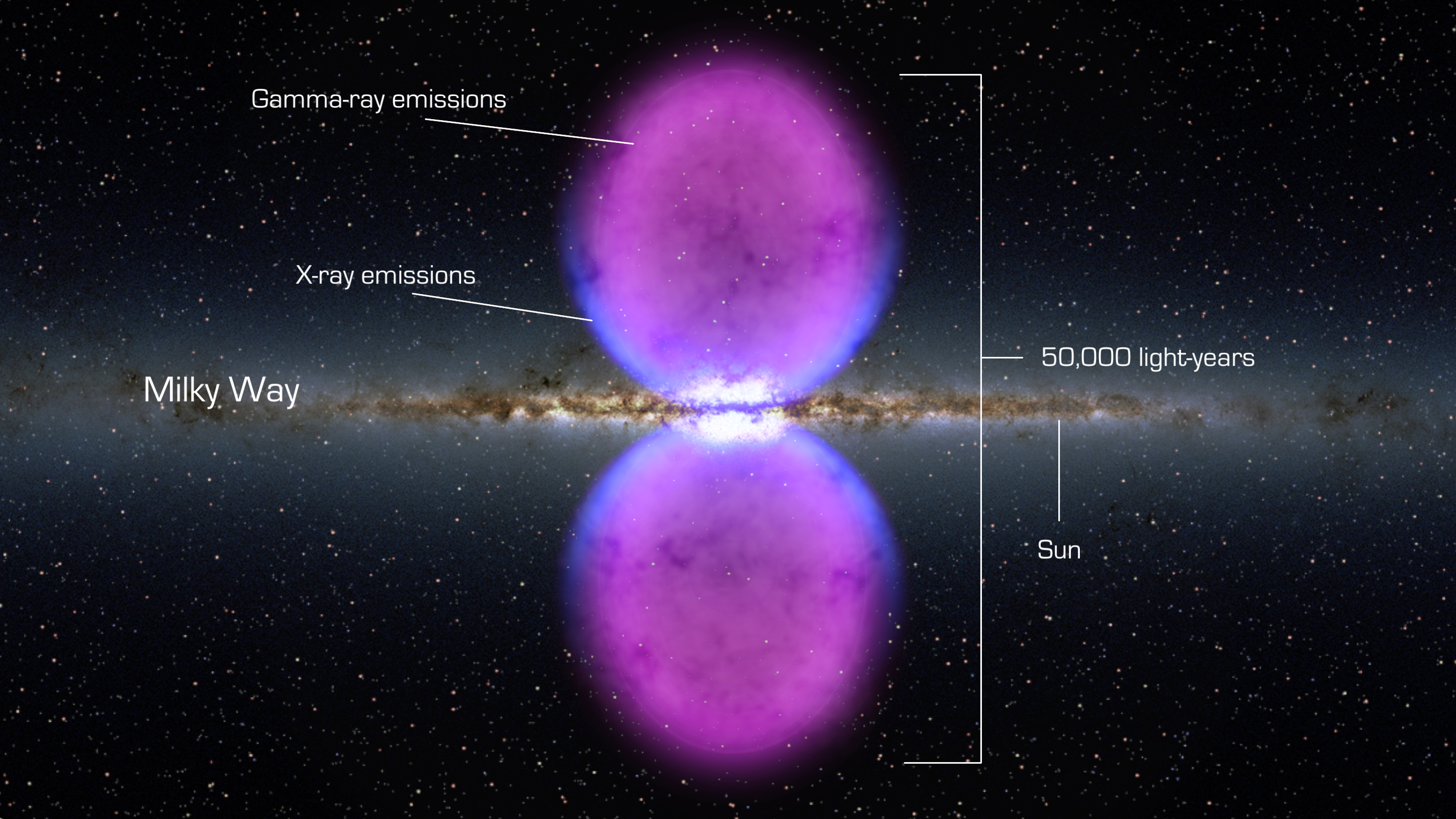
Ilustrație a celor două gigantice bule cu raze-X/raze gamma (albastru-violet) ale Căii Lactee (centru)

În 2010, două bule sferice gigantice cu emisii ridicate de energie au fost detectate în nordul și sudul miezului Căii Lactee, folosind date de la telescopul spațial cu raze gamma Fermi. Diametrul fiecăreia dintre bule este de aproximativ 25.000 de ani-lumină (7,7 kpc); ele se întind până la constelațiile Cocorul și Fecioara pe cerul nopții din emisfera sudică. Ulterior, observații cu telescopul Parkes la frecvențele radio au identificat emisiile polarizate care sunt asociate cu bulele Fermi. Acest fenomen ar fi consecința unui curent magnetic de ieșire în urma formării de stele în interiorul unei sfere de 640 ani-lumină, care înconjoară centrul Căii Lactee.
Mai târziu, pe 5 ianuarie 2015, NASA a raportat detectarea unei izbucniri de raze X de 400 de ori mai strălucitoare decât de obicei, bătând un record, de la Săgetătorul A*. Evenimentul neobișnuit ar fi putut fi cauzat de fărâmițarea unui asteroid care a căzut în gaura neagră sau de înfășurarea liniilor de câmp magnetic cu gazul care curge în Săgetătorul A*.

### Brațe spiralate
Pentru mai multe detalii despre acest subiect, vedeți Braț spiral.
În afara influenței gravitaționale a barei galactice, structura mediului interstelar și a stelelor din discul Căii Lactee este organizat în patru brațe spiralate. Aceste brațe sunt formate dintr-un amestec de gaz și praf, de obicei mai dens decât media galactică, precum și o concentrație mai mare de pepiniere de stele și nori moleculari.
Structura spirală a Căii Lactee este incertă și în prezent nu există un consens asupra naturii brațelor spiralate ale Căii Lactee. Modelele în spirală logaritmice perfecte descriu doar caracteristici în apropierea Soarelui, deoarece galaxiile au în mod obișnuit brațe care se ramifică, se unesc, se răsucesc pe neașteptate și prezintă un grad de neregularitate. Conform unui scenariu credibil, Soarele este situat în cadrul unui impuls/braț local; acest scenariu poate fi repetat în altă parte a Galaxiei. Ca în majoritatea galaxiilor spiralate, fiecare braț respectă aproximativ o lege logaritmică. Unghiul de înclinare, în raport cu discul galactic, se află într-un interval cuprins între 7 și 25°. Se crede că există patru brațe în spirală care pornesc toate în apropierea centrului Căii Lactee. Acestea sunt denumite după cum urmează, cu pozițiile brațelor afișate în imaginea din dreapta:
| Culoare                                         | Braț                                                         |
| ----------------------------------------------- | ------------------------------------------------------------ |
| turcoaz                                         | Brațul 3 kiloparsec și Brațul Perseu                         |
| mov                                             | Brațul Echerul (împreună cu extensia descoperită în 2004)    |
| verde                                           | Brațul Scutul–Crucea                                         |
| roz                                             | Brațul Carena-Săgetător                                      |
| Există cel puțin două mici brațe, printre care: |                                                              |
| portocaliu                                      | Brațul Orion–Lebăda (care conține Soarele și Sistemul Solar) |

Brațe spiralate observate (linii solide) și extrapolate (linii punctate). Segmentele pleacă din centrul galaxiei spre spre constelații al căror nume este prescurtat de trei litere.

Poziția brațelor spiralate Scutul–Crucea și Carena-Săgetător înseamnă că linii tangente cu aceste brațe pot fi trase de la Soare. Dacă aceste brațe ar conține o supra-densitate de stele în comparație cu densitatea medie a stelelor din discul galactic, aceasta ar fi detectabilă prin numărarea stelelor în apropierea punctului tangent. Două studii efectuate în infraroșu, sensibile la gigantele roșii și care nu sunt afectate de extincția prafului, au detectat supradensitate în brațul Scutul–Crucea, dar nu și în brațul Carena-Săgetător: primul include cu aproximativ 30% mai multe gigante roșii decât ar fi de așteptat dacă brațul spiralat ar lipsi. În 2008, astrofizicianul Robert Benjamin a folosit acest studiu pentru a sugera că galaxia noastră are doar două brațe stelare majore: brațul Perseu și brațul Scutul–Crucea. Celelalte brațe conțin exces de gaz, dar nu exces de stele vechi. În decembrie 2013, astronomii, după ce au stabilit distribuția de stele tinere și a regiunilor formatoare de stele, au ajuns la concluzia că galaxia noastră cuprinde patru brațe în spirală. Astfel, Calea Lactee pare să aibă două brațe în spirală construite de stele vechi, și patru brațe în spirală construite de gaze și stele tinere. Explicația pentru această aparentă discrepanță este neclară.

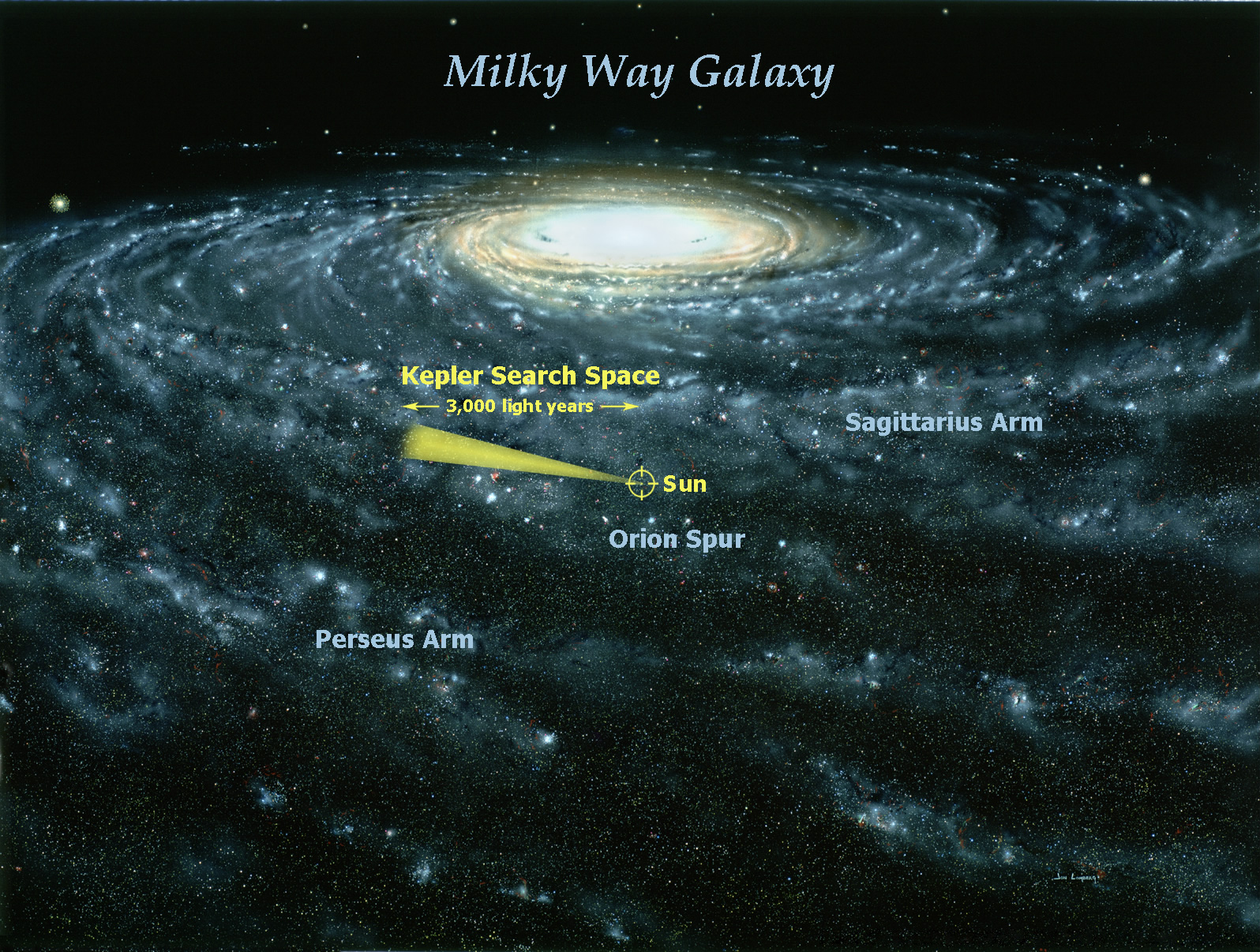
Calea Lactee

Brațul (apropiat) de 3 kiloparsec a fost descoperit, în anii 1950, de astronomul H. van Woerden și colaboratorii săi prin măsurători de radioastronomie pe 21 cm. S-a descoperit că se îndepărtează de bulbul galactic cu mai mult de 50 km/s. Este situat în al patrulea cadran galactic la o distanță de aproximativ 5,2 kpc de Soare și 3,3 kpc de centrul galactic.
Brațul (îndepărtat) de 3 kiloparsec a fost descoperit, în 2008, de astronomul Tom Dame. Este localizat în primul cadran galactic la o distanță de 3 kpc (aproximativ 10.000 ani-lumină) de centrul galactic.
Rezultatele unei simulări publicate în 2011 sugerează că brațele spiralate ale Căii Lactee s-au format ca urmare a coliziunilor repetate cu galaxia pitică a Săgetătorului. În urma unei simulări numerice a dinamicii diferitelor brațe spiralate, specialiștii au sugerat că galaxia noastră include două tipare spiralate: o structură internă, formată din brațul Săgetătorului, care se rotește rapid și, o structură externă, formată din brațele Carena și Perseu, a căror viteză de rotație este mai lentă. 
În afara brațelor spiralate majore se află Inelul Monoceros (sau Inelul exterior), un inel de gaze și stele rupte din alte galaxii cu miliarde de ani în urmă. Cu toate acestea, mai mulți membri ai comunității științifice au afirmat că structura Monoceros nu este altceva decât o supra-densitate produsă de un semnal luminos și o răsucire a discului gros al Căii Lactee. Structura discului galaxiei este deformată de-a lungul unei curbe în formă de „S”.

### Halou
Discul galactic este înconjurat de un halou sferoid compus din stele vechi și roiuri globulare, dintre care 90% sunt situate la mai puțin de 100.000 de ani-lumină de centrul galactic. Totuși, câteva roiuri globulare au fost descoperite la distanțe mai mari, la peste 200.000 ani-lumină de centrul galactic. Aproximativ 40% din grupurile din galaxie sunt pe orbite retrograde, ceea ce înseamnă că se mișcă în sens opus față de rotația Căii Lactee.
Chiar dacă discul conține praf care absoarbe anumite lungimi de undă, haloul este transparent. Formarea stelelor active are loc în disc (în special în brațele spiralate, care reprezintă zone cu densitate ridicată), dar nu are loc în halou, deoarece include prea puțin gaz suficient de rece, condiție esențială pentru nașterea stelelor.
Descoperirile de la începutul secolului XXI au oferit o mai bună înțelegere a structurii Căii Lactee. După ce s-a descoperit faptul că discul galaxiei Andromeda este mai mare decât au sugerat studiile anterioare, a părut rezonabilă posibilitatea ca și discul galaxiei noastre să se extindă mai departe, ipoteză susținută de descoperirea unei extensii a Brațului Lebedei și o extensie similară a Brațului Scutul-Crucea.
În ianuarie 2006, astronomul Mario Jurić și colaboratorii au anunțat că observațiile SDSS au relevat că cerul nordic prezintă o imensă structură difuză - ocupând o suprafață de 5.000 de ori mai mare decât luna plină - pe care modelele actuale nu o pot explica. Acest set de stele se ridică aproape perpendicular pe planul brațelor spiralate. Interpretarea propusă a fost aceea că o [galaxie pitică]] se contopește cu Calea Lactee. Această galaxie a primit temporar numele de „curentul stelar Fecioara”, situându-se  în direcția constelației Fecioara, la aproximativ 30.000 de ani-lumină distanță de Terra.

#### Halou gazos
În plus față de haloul stelar, Observatorul de raze-X Chandra, XMM-Newton și satelitul Suzaku au furnizat dovezi că există un halou gazos cu o cantitate mare de gaz fierbinte. Haloul se extinde pe sute de mii de ani-lumină, considerabil mai departe decât haloul stelar, până în vecinătatea Norilor lui Magellan. Masa acestui halou fierbinte este aproape echivalentă cu masa Căii Lactee. Temperatura acestui halou gazos este între 1 și 2,5 milioane K.
Studiul galaxiilor îndepărtate ne permite să concluzionăm că Universul, atunci când avea doar câteva miliarde de ani, conținea aproximativ de șase ori mai puțin materie barionică (obișnuită) decât materia întunecată. Cu toate acestea, doar aproximativ jumătate din acei barioni sunt contabilizați în Universul modern pe baza observațiilor galaxiilor din apropiere precum Calea Lactee. Dacă se confirmă faptul că masa halou-ului este comparabilă cu masa Căii Lactee, ar putea fi identificați barionii dispăruți din jurul Căii Lactee.

### Poziția și vecinătatea Soarelui
Soarele este aproape de interiorul Brațului Orion, în interiorul Norului Interstelar Local al Bulei Locale și în Centura Gould. Bazat pe studiile orbitelor stelare din jurul Săgetătorul A* realizat de Gillessen și colaboratorii (2016), Soarele se află la o distanță estimată de 27.140 ± 460 ani-lumină față de centrul galactic. Boehle și colaboratorii (2016) au găsit o valoare mai mică de 25.640 ± 460 ani-lumină, folosind și o analiză a orbitei stelare. În prezent, Soarele se află la 16-98 ani-lumină deasupra sau la nord de planul central al discului galactic. Distanța dintre brațul local și următorul braț, Brațul Perseu, este de aproximativ 6.500 ani-lumină. Sistemul Solar este situat în zona locuibilă a Căii Lactee.
Conform calculelor, rezultă faptul că există mult mai multe stele cu lumină scăzută decât stele cu lumină mare. Pe întregul cer, aproximativ 500 de stele care sunt mai luminoase decât magnitudinea aparentă 4, în timp ce 15,5 milioane de stele sunt mai luminoase decât magnitudinea aparentă 14.
Direcția generală a mișcării galactice a Soarelui este spre steaua Vega, lângă constelația Hercule, cu un unghi de aproximativ 60 de grade față de direcția centrului galactic. Orbita Soarelui este de așteptat să fie aproximativ eliptică, care este perturbată de brațele spiralate și distribuția neuniformă a masei în galaxie. În plus, în raport cu planul galactic, calea Soarelui oscilează de aproximativ 2,7 ori pe orbită. Oamenii de știință au crezut până de curând că aceste oscilații coincid cu perioadele de extincție în masă a vieții pe Pământ, însă o reanalizare a efectelor tranzitului Soarelui prin structura spirală bazată pe datele CO nu a reușit să găsească o corelație.
Sistemul solar completează o orbită în jurul Căii Lactee în aproximativ 240 de milioane de ani (un an galactic), astfel încât se crede că Soarele a finalizat 18-20 de orbite în timpul vieții sale. Viteza orbitală a Sistemului Solar în jurul centrului Căii Lactee este de aproximativ 220 km/s (792.000 km/h) sau 0,073% din viteza luminii. Cu această viteză, sistemul solar are nevoie de aproximativ 1.400 de ani pentru a parcurge o distanță de 1 an-lumină sau 8 zile să călătorească 1 AU (unitate astronomică). Sistemul solar se îndreaptă în direcția constelației Scorpion, care se află pe eliptică.

## Formare
Existența Căii Lactee a început sub forma uneia sau a mai multor mase mici de densitate peste medie la scurt timp după Big Bang. Unele dintre aceste supra-densități au servit ca germeni pentru roiurile globulare în care s-au format cele mai vechi stele. Este posibil ca aproape jumătate din materia din Calea Lactee să fi provenit din alte galaxii îndepărtate. În câteva miliarde de ani de la nașterea primelor stele, masa Căii Lactee era suficient de mare pentru a se învârti relativ repede. Datorită conservării momentului cinetic, mediul interstelar gazos s-a aplatizat de la un sferoid la un disc. În acest disc spiral, s-au format generațiile ulterioare de stele. Majoritatea stelelor tinere, inclusiv Soarele, se găsesc în discul galactic.

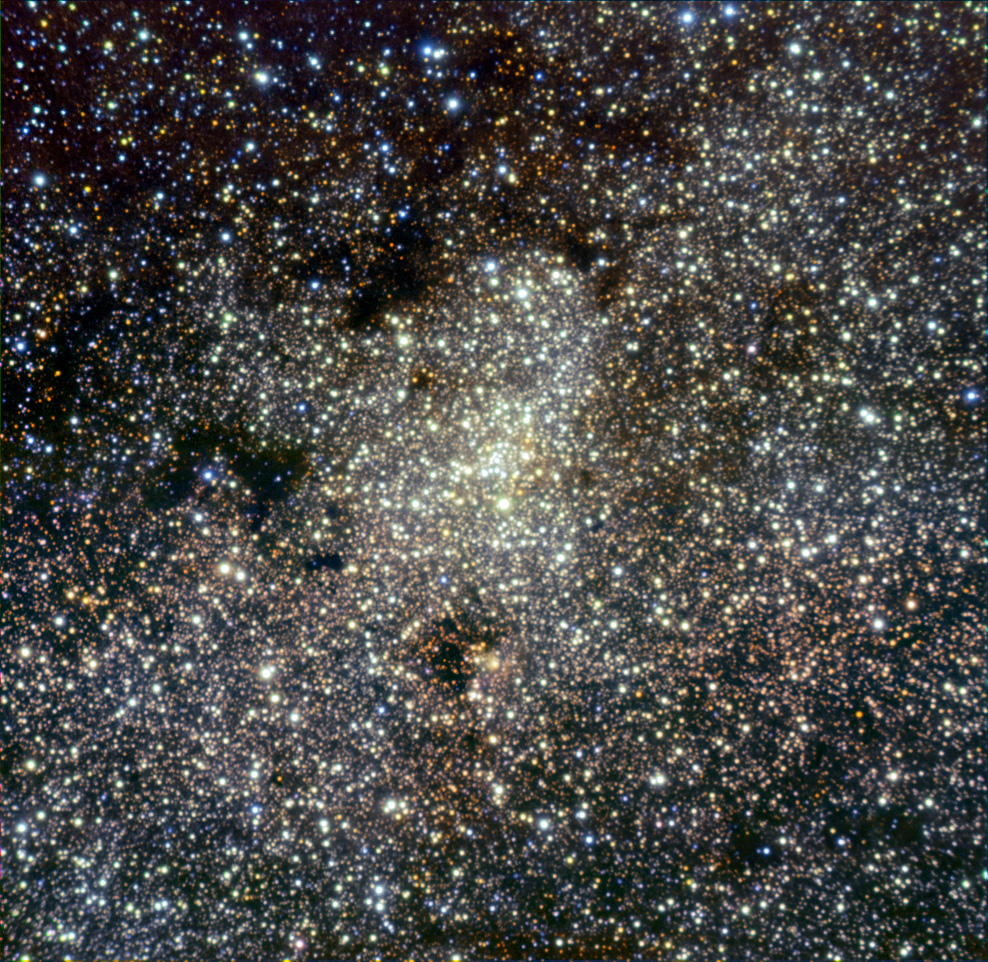
Calea Lactee

După formarea primelor stele, Calea Lactee a crescut atât prin fuziunea galaxiilor (în special în primii ani de creștere), cât și prin acreția gazului prezent în haloul galactic. Calea Lactee acumulează în prezent material din mai multe galaxii mici, inclusiv două dintre cele mai mari galaxii satelit ale sale: Norii Mici și Mari ai lui Magellan. Acreția directă a gazului este observată în nori cu viteză mare, precum Norul Smith. Cu toate acestea, proprietăți ale Căii Lactee, cum ar fi masa stelară, momentul cinetic și metalicitatea în regiunile sale ultraperiferice sugerează că nu a suferit fuziuni cu galaxii mari în ultimii 10 miliarde de ani. Această lipsă de fuziuni majore recente este neobișnuită printre galaxiile spirală similare; vecina sa, Galaxia Andromeda pare să aibă o istorie mai tipică, modelată de fuziuni mai recente cu galaxii relativ mari.
Conform studiilor recente, Calea Lactee, precum și Galaxia Andromeda se află în ceea ce este numit „valea verde” a diagramei mărimii culorilor din galaxii. Această regiune este populată de galaxii care tranzitează de la „norul albastru” (galaxii care creează regulat stele) la „secvența roșie” (galaxii care nu mai creează stele). Activitatea de formare a stelelor în galaxiile din valea verde încetinește pe măsură ce acestea rămân fără gaz care formează stele în mediul interstelar. Observarea galaxiilor similare cu Calea Lactee arată că este printre cele mai roșii și mai strălucitoare dintre toate galaxiile spiralate care încă continuă să creeze stele noi și este doar puțin mai albă decât cele mai albastre galaxii de secvență roșie. În 2019, oamenii de știință de la Aryabhatta Research Institute of Observational Sciences (ARIES) au descoperit 28 de stele noi în Calea Lactee.

### Vârsta și istoria cosmologică

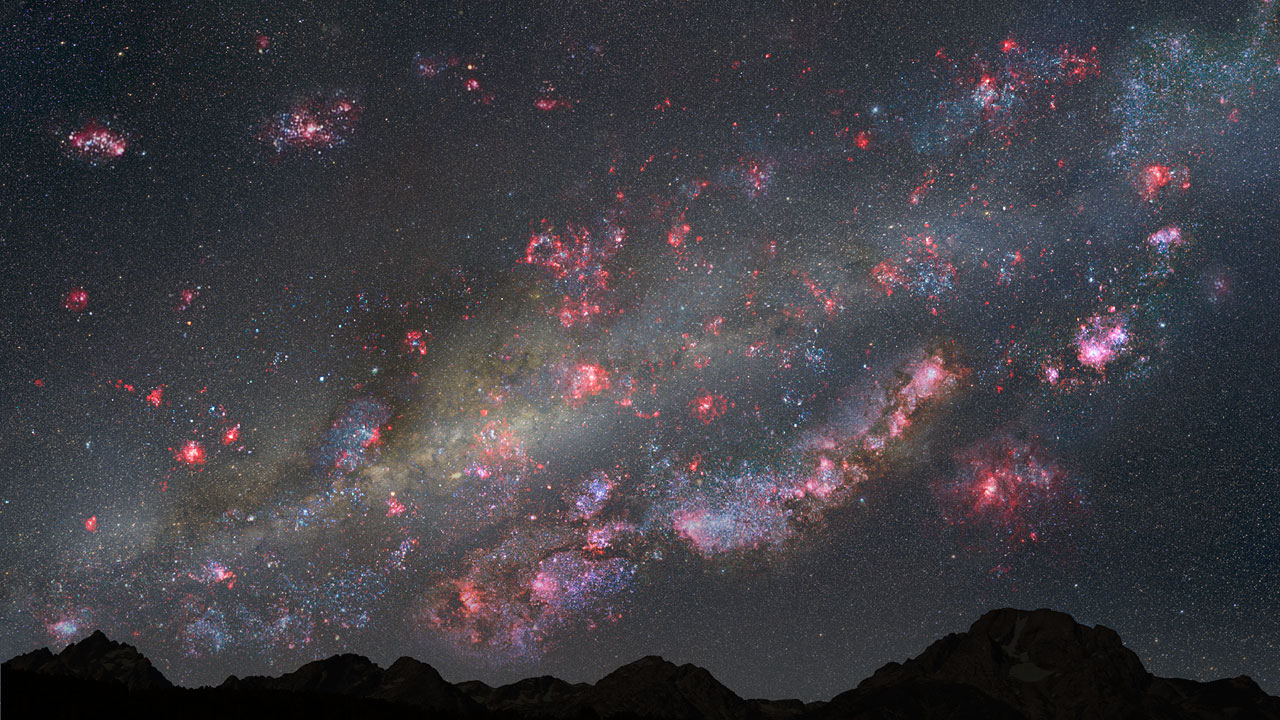
Ilustrația unui cer de noapte de pe o planetă ipotetică din Calea Lactee în urmă cu 10 miliarde de ani.

Roiurile globulare se numără printre cele mai vechi obiecte din Calea Lactee, care stabilesc astfel o limită inferioară a vârstei Căii Lactee. Vârstele stelelor individuale din Calea Lactee poate fi estimată prin măsurarea abundenței de elemente radioactive cu viață lungă, cum ar fi toriu-232 și uraniu-238, apoi compararea rezultatelor cu estimările abundenței lor originale. Conform acestei tehnici, numite nucleocosmocronologie, vârsta pentru steaua lui Cayrel este de 12,5 ± 3 miliarde de ani iar pentru steaua BD+17°3248 este de 13,8 ± 4 miliarde de ani. O altă tehnică de calcul se bazează pe studiul piticelor albe. Când se formează, se răcesc prin emisii de radiații, și temperatura suprafeței lor scade constant. Măsurând temperaturile celor mai reci dintre aceste pitice albe și comparând-o cu temperatura inițială preconizată, se poate face o estimare a vârstei. Prin această tehnică, vârsta roiului globular M4 a fost estimată la 12,7 ± 0,7 miliarde de ani.
În noiembrie 2018, astronomii au raportat descoperirea uneia dintre cele mai vechi stele din univers. Are în jur de 13,5 miliarde de ani, este o mică stea ultra-săracă în metal, este realizată aproape în totalitate din materiale eliberate din Big Bang, se numește 2MASS J18082002-5104378 B și este posibil să fie una dintre primele stele. Descoperirea stelei în galaxia Calea Lactee sugerează că galaxia noastră poate fi cu cel puțin 3 miliarde de ani mai veche decât se credea anterior.
Vârsta mai multor stele solitare din haloul galactic este foarte aproape de vârsta Universului, sau 13,8 miliarde de ani. De exemplu, HE 1523-0901, o gigantă roșie, a fost estimată la o vechime de aproximativ 13,2 miliarde de ani. Ca cel mai vechi obiect cunoscut din Calea Lactee la acea vreme, această măsurare a plasat o limită inferioară vârstei Căii Lactee. Această estimare a fost făcută utilizând spectrograful UV-Visual Echelle al Very Large Telescope pentru a măsura punctele tari ale liniilor spectrale cauzate de prezența toriului și a altor elemente create prin procesul-R. Punctele tari ale liniei produc abundențe de izotopi elementari diferiți, din care se poate obține o estimare a vârstei stelei folosind nucleocosmocronologia. O altă stea, HD 140283, are 14,5 ± 0,7 miliarde de ani (din cauza incertitudinii, vârsta stelei nu este contradictorie cu vârsta Universului).

Conform observațiilor care utilizează optica adaptativă pentru a corecta distorsiunea atmosferică a Pământului, stelele din bulbul galaxiei au o vechime de aproximativ 12,8 miliarde de ani.
Vârsta stelelor din discul subțire galactic a fost, de asemenea, estimată folosind nucleocosmocronologia. Măsurătorile stelelor din discul subțire dau o estimare că discul subțire s-a format acum 8,8 ± 1,7 miliarde de ani. Aceste măsurători sugerează că a existat un hiatus de aproape 5 miliarde de ani între formarea haloului galactic și discul subțire. Analiza recentă a semnăturilor chimice a mii de stele sugerează că formarea stelelor ar fi scăzut cu un ordin de mărime în momentul formării discului, acum 10-8 miliarde de ani, când gazul interstelar era prea cald pentru a forma stele noi la aceeași rată ca înainte.
Galaxiile satelite care înconjoară Calea Lactee nu sunt distribuite la întâmplare, dar par a fi rezultatul unei despărțiri a unui sistem mai mare care produce o structură inelară de 500.000 de ani-lumină în diametru și lată de 50.000 de ani-lumină. În întâlnirile strânse între galaxii, cum este cea așteptată cu Galaxia Andromeda peste 4 miliarde de ani, se desprind cozi uriașe de gaz, care, în timp, pot fuziona pentru a forma galaxii pitice, într-un unghi arbitrar față de discul principal.

## Mediu
Calea Lactee și Galaxia Andromeda sunt un sistem binar de galaxii în spirală uriașe aparținând unui grup de 50 de galaxii strâns legate cunoscut sub numele de Grupul Local. Acesta face parte la rândul său din super-roiul de galaxii din Fecioara, care aparține unei structuri mai mari, numită Laniakea.
Două galaxii mai mici și un număr de galaxii pitice din Grupul Local orbitează Calea Lactee. Cea mai mare dintre acestea este Marele Nor al lui Magellan cu un diametru de 14.000 de ani-lumină. Însoțitorul său apropiat este Micul Nor al lui Magellan, o galaxie neregulată.
Curentul Magellanic este un flux de gaz hidrogen neutru (neionizat), care se extinde din aceste două mici galaxii pe 100 de grade din sfera cerească și face legătura între Calea Lactee cu cei doi nori ai lui Magellan.
Printre galaxiile pitice care orbitează Calea Lactee se numără: Galaxia Pitică din Câinele Mare (cea mai apropiată), Galaxia Pitică din Săgetătorul, Galaxia Pitică din Ursa Mică, Galaxia Pitică din Sculptorul, Galaxia Pitică din Sextantul, Galaxia Pitică din Cuptorul și Galaxia Pitică din Leul. Cele mai mici galaxii pitice din Calea Lactee au doar 500 de ani-lumină în diametru; printre acestea se numără: Galaxia Pitică din Carena, Galaxia Pitică din Dragonul și Galaxia Pitică din Leul B. Încă mai pot exista galaxii pitice nedetectate care sunt legate dinamic de Calea Lactee, ipoteză susținută de detectarea a nouă sateliți noi ai Căii Lactee în 2015. Există unele galaxii pitice care au fost deja absorbite de Calea Lactee, cum ar fi Omega-Centauri.
În 2014, cercetătorii au raportat că majoritatea galaxiilor satelit ale Căii Lactee se află în interiorul unui disc imens și orbitează în aceeași direcție. Aceasta a venit ca o surpriză: în conformitate cu cosmologia standard, galaxiile satelit ar trebui să se formeze în halouri de materie întunecată și ar trebui să fie distribuite pe scară largă și să se deplaseze în direcții aleatorii. Această discrepanță nu este încă explicată pe deplin.
În ianuarie 2006, oamenii de știință au raportat că au explicat deformarea discului Căii Lactee. Este cauzată de deplasarea norilor Magellanici care provoacă vibrații atunci când trec în apropierea marginilor discului. Din cauza masei lor relativ mici,de  aproximativ 2% din masa Căii Lactee, oamenii de știință consideraseră nesemnificativă influența lor. Conform unui model computerizat, mișcarea acestor două galaxii creează o trezire a materiei întunecate care amplifică influența lor asupra Căii Lactee.
Măsurările actuale sugerează că galaxia Andromeda se apropie de noi cu 100 până la 140 km/s (360.000-504.000 km/h). În 3 până la 4 miliarde de ani, se poate produce o coliziune Andromeda-Calea Lactee, în funcție de importanța componentelor laterale necunoscute pentru mișcarea relativă a galaxiilor. Dacă se ciocnesc, șansa ca stelele individuale să se ciocnească între ele este extrem de mică, dar în schimb, cele două galaxii se vor contopi pentru a forma o singură galaxie eliptică sau poate o galaxie cu disc mare pe parcursul a aproximativ un miliard de ani.
| Terre, avec système de coordonnées · Système solaire, avec système de coordonnées · Voisinage interstellaire, avec système de coordonnées · Voie lactée, avec système de coordonnées                   |
| Groupe local, avec système de coordonnées · Superamas de la Vierge, avec système de coordonnées · Superamas de galaxies, avec système de coordonnées · Univers observable, avec système de coordonnées |

## Viteza
Deși teoria relativității restrânse afirmă că nu există un sistem inerțial de referință „preferat” în spațiu cu care să se compare Calea Lactee, galaxia noastră are o viteză în raport cu un sistem de referință cosmologic.
Un astfel de cadru de referință este fluxul Hubble, adică mișcarea aparentă a grupurilor de galaxii cauzată de expansiunea spațiului. Galaxiile individuale, inclusiv Calea Lactee, au viteze particulare în raport cu fluxul mediu. Astfel, pentru a compara Calea Lactee cu fluxul Hubble, trebuie să luăm în considerare un volum suficient de mare pentru ca influența expansiunii Universului să o depășească pe cea a deplasărilor pe scară galactică. Un volum suficient de mare înseamnă că mișcarea medie a galaxiilor din acest volum este egală cu fluxul Hubble. Astronomii cred că Calea Lactee se deplasează cu aproximativ 630 km/s în raport cu acest sistem local de referință. Calea Lactee se deplasează în direcția generală a Marelui Magnet și a altor roiuri de galaxii, inclusiv super-roiul Shapley. Grupul Local (un grup de galaxii legate gravitațional care conțin, printre altele, Calea Lactee și galaxia Andromeda) face parte dintr-un super-roi numit Super-roi Local, centrat în apropierea roiului Fecioarei: deși se îndepărtează unele de altele cu 967 km/s ca parte a fluxului Hubble, această viteză este mai mică decât ar fi de așteptat, având în vedere distanța de 16,8 milioane pc, datorită atracției gravitaționale dintre Grupul Local și roiul Fecioarei.
Un alt cadru de referință este furnizat de radiația cosmică de fond (CMB - Cosmic Microwave Background). Calea Lactee se deplasează cu 552 ± 6 km/s. în ceea ce privește fotonii CMB, spre ascensiunea de 10,5 dreapta, −24° declinare. Această mișcare este observată de sateliți, cum ar fi Cosmic Background Explorer (COBE) și Wilkinson Microwave Anisotropy Probe (WMAP), ca o contribuție dipolă la CMB, deoarece fotonii în echilibru în cadrul CMB se schimbă în albastru în direcția mișcării și în roșu în direcția opusă.